# Алкино (Мамадышский район)
Алкино (тат. Алкин) — село в Мамадышском районе  Республики Татарстан. Входит в состав Верхнеошминского сельского поселения.

## География
Село расположено в Западном Предкамье на реке Ошма, в 23 километрах к северо-западу от города Мамадыш. Высота над уровнем моря — 172 м.

## Население
| 1859 | 1897 | 1908 | 1920 | 1926 | 1938 | 1949 | 1958 | 1970 | 1979 | 1989 | 2000 | 2002 | 2010 | 2017 |
| ---- | ---- | ---- | ---- | ---- | ---- | ---- | ---- | ---- | ---- | ---- | ---- | ---- | ---- | ---- |
| 61   | 141  | 170  | 258  | 285  | 234  | 253  | 184  | 208  | 184  | 75   | 54   | 48   | 43   | 34   |

Национальный состав села — татары.

## Экономика
Полеводство.

## Инфраструктура
В селе 1 улица.